# Cycle d'Ender
Pour les articles homonymes, voir Ender.
Le Cycle d’Ender est un cycle de science-fiction publié à partir de 1977 par Orson Scott Card. Le cycle débute par la nouvelle La Stratégie Ender qui sera quelques années plus tard étendue en un roman, La Stratégie Ender. Il comporte actuellement onze romans et dix nouvelles et histoires courtes. Les deux premiers romans du cycle, La Stratégie Ender et La Voix des morts valurent chacun à leur auteur les prix Hugo, et Nebula,. Aucune date n'est jamais précisée, l’évolution temporelle des romans est mesurée par l’âge des enfants et des durées relatives (minutes, heures, années, décennies), tout en tenant compte de la relativité du temps dans le cadre des voyages interstellaires que sont amenés à effectuer certains personnages.
La Reine et L'Hégémon (The Hive Queen and The Hegemon) sont des livres fictifs imaginés par l'écrivain Orson Scott Card dans la série d'œuvres de science-fiction du Cycle d'Ender. Écrit par Andrew Wiggin, il le publia sous le nom de plume « La Voix des morts ». Bien qu'au départ il s'agissait de deux livres distincts, ils seront ensuite vendus ensemble pour ne faire qu'un. Ce livre joue un rôle majeur dans l'univers du Cycle d'Ender et est au centre de l'intrigue de La Voix des morts.
La Reine est l'histoire de la vie des Doryphores issue du récit raconté à Ender par la reine des Doryphores, qu'il porte et protège secrètement. Ce livre changea l'opinion publique sur les Doryphores, considérés auparavant comme une espèce effrayante et belliciste, mais aussi sur celle d'Ender Wiggins, avant héros et sauveur de l'humanité, et maintenant considéré comme un tueur sanguinaire responsable de l'extinction d'une espèce entière (xénocide).

« Ce n'est que plusieurs années plus tard, quand le premier Porte-Parole a écrit La Reine et l'Hégémon, que l'humanité a compris qu'ils n'étaient pas varelse, mais des ramen; auparavant il n'y avait aucune compréhension entre les doryphores et l'humanité »

— Plikt dans La Voix des morts

## Résumé
Le cycle se déroule dans un futur, non daté par rapport à J.-C., où l’humanité fait face à une espèce extraterrestre agressive, une race semblable à des insectes géants et appelés « Doryphores » ou parfois « Formiques ». Confrontée à cet ennemi impitoyable, l’humanité doit agir pour survivre. Les enfants les plus intelligents de la planète sont repérés très jeunes au moyen de tests pointus, et les meilleurs d’entre eux sont envoyés à l’École de Guerre, une station orbitale terrienne sous la responsabilité de la Force Internationale afin de les former au commandement militaire. Ainsi les armées terriennes, dirigées par des êtres d’une intelligence supérieure au commun des mortels, seront à même de repousser l’invasion imminente des Doryphores.

### Le Cycle d’Ender
Le personnage principal, Andrew « Ender » Wiggin, est un petit garçon de six ans doté d’une très grande intelligence. Cette condition lui vaut d’être admis à l’École de Guerre, une station orbitale terrienne sous la responsabilité de la Force Internationale où sont rassemblés les enfants les plus intelligents de la planète, afin de les former au commandement militaire, et ainsi permettre aux armées terriennes d’être dirigées par des êtres d’une intelligence supérieure au commun des mortels. Orson Scott Card considère La Stratégie Ender comme un livre orphelin, les trois romans suivants constituant l’histoire continue d’Ender après la guerre contre les Doryphores. À noter que, le livre 6, Ender: L'exil, s'insère, chronologiquement, entre le livre 1 et 2, bien qu'écrit 20 ans plus tard. De même, des réponses au cycle de Bean (qui se déroule parallèlement à la "Stratégie d'Ender"), sont apportées par Orson Scott Card pour éclaircissement dans la deuxième partie de "L'Exil". L'ordre chrononogique cohérent serait donc : "La Stratégie d'Ender", Les 4 premiers livres du cycle de "Bean", puis "Ender: l'Exil" et "La voix des morts".

### La Saga des ombres
Lancée par La Stratégie de l'ombre, La Saga des ombres comporte en tout six romans. Ils complètent le cycle d’Ender en narrant l’histoire des personnages qu’Ender a laissés sur Terre lors de son départ. Ces romans forment un second cycle au sein du cycle d’Ender. Ils peuvent être lus indépendamment du cycle principal, mais ils y apportent de nombreux éléments supplémentaires utiles à la compréhension de certains points de l’histoire. Ce cycle débute par La Stratégie de l’ombre, un roman se déroulant au même moment que La Stratégie Ender et qui raconte exactement la même histoire, mais telle qu'elle est vécue par un autre personnage : Bean, enfant soldat de l’École de Guerre et soldat de l’armée d’Ender. Les trois romans suivants racontent les événements se déroulant sur Terre après le départ d’Ender, la guerre mondiale qui menace la Terre dès la fin de la guerre contre les Doryphores et la façon dont les enfants de l’École de Guerre sont utilisés par les puissances mondiales pour tenter d’asseoir leur domination sur leurs voisins humains.

### La Première Guerre formique
Cette trilogie est coécrite avec Aaron Johnston (en). Située avant la naissance d'Ender, elle décrit la première guerre formique.

### La Seconde Guerre formique
Cette trilogie est coécrite avec Aaron Johnston (en).

### Fleet School
Cette trilogie se déroule dans l'école de guerre, devenue une école où sont désormais entraînés les enfants appelés à devenir les dirigeants des colonies devant être implantées dans l'espace.

## Livres

### Romans
| N°                          | Titre français              | Titre original                 | Publication   |
| Cycle d’Ender               | Cycle d’Ender               | Cycle d’Ender                  | Cycle d’Ender |
| --------------------------- | --------------------------- | ------------------------------ | ------------- |
| 1                           | La Stratégie Ender          | Ender's Game                   | 1985          |
| 2                           | La Voix des morts           | Speaker for the Dead           | 1986          |
| 3                           | Xénocide                    | Xenocide                       | 1991          |
| 4                           | Les Enfants de l’esprit     | Children of the Mind           | 1996          |
| 5                           | Une guerre de dons          | A War of Gifts: An Ender Story | 2007          |
| 6                           | Ender : L'Exil              | Ender in Exile                 | 2008          |
| Saga des ombres             |                             |                                |               |
| 1                           | La Stratégie de l’ombre     | Ender’s Shadow                 | 1999          |
| 2                           | L’Ombre de l’Hégémon        | Shadow of the Hegemon          | 2001          |
| 3                           | Les Marionnettes de l’ombre | Shadow Puppets                 | 2002          |
| 4                           | L’Ombre du géant            | Shadow of the Giant            | 2005          |
| 5                           | Les Rejetons de l'ombre     | Shadows in Flight              | 2012          |
| 6                           | non traduit                 | The Last Shadow                | 2021          |
| La Première Guerre formique |                             |                                |               |
| 1                           | Avertir la Terre            | Earth Unaware                  | 2012          |
| 2                           | La Terre embrasée           | Earth Afire                    | 2013          |
| 3                           | Terre : Le Réveil           | Earth Awakens                  | 2014          |
| La Seconde Guerre formique  |                             |                                |               |
| 1                           | non traduit                 | The Swarm                      | 2016          |
| 2                           | non traduit                 | The Hive                       | 2019          |
| 3                           | non traduit                 | The Queens                     | À venir       |
| Fleet School                |                             |                                |               |
| 1                           | non traduit                 | Children of the Fleet          | 2017          |

### Nouvelles et histoires courtes
Plusieurs histoires plus courtes prennent place dans le cycle d’Ender : le recueil de nouvelles Premières Rencontres, la nouvelle Gloriously Bright et les nouvelles publiées dans l’InterGalactic Medicine Show.
Les quatre premières nouvelles, Mazer en Prison, Joli Garçon, Le Tricheur et A Young Man with Prospects sont publiées dans l’anthologie Orson Scott Card's InterGalactic Medicine Show. Les trois premières ont été reprises dans le recueil Ender : Préludes qui contient également Un cadeau pour Ender et Une guerre de dons. Certaines parties de ces nouvelles ont été intégrées dans Une guerre de dons et Ender : L'Exil.
| N°                   | Titre français          | Titre original       | Publication          |
| Premières Rencontres | Premières Rencontres    | Premières Rencontres | Premières Rencontres |
| -------------------- | ----------------------- | -------------------- | -------------------- |
| 1                    | La Stratégie Ender      | Ender's Game         | 1977                 |
| 2                    | Le Conseiller financier | Investment Counselor | 1999                 |
| 3                    | Le Petit Polonais       | The Polish Boy       | 2002                 |
| 4                    | L’Étudiant              | Teacher's Pest       | 2003                 |
|                      |                         |                      |                      |
|                      | non traduit             | Gloriously Bright    | 1991                 |

### InterGalactic Medicine Show
En octobre 2005, Orson Scott Card a lancé le InterGalactic Medicine Show, un webzine qui publie des nouvelles de science-fiction et fantasy, dont celles d’Orson Scott Card lui-même. Plusieurs de ces nouvelles ont été publiées en 2008 dans une anthologie du même nom.
| N°                          | Titre français              | Titre original              | Publication                 |
| InterGalactic Medicine Show | InterGalactic Medicine Show | InterGalactic Medicine Show | InterGalactic Medicine Show |
| --------------------------- | --------------------------- | --------------------------- | --------------------------- |
| 1                           | Mazer en Prison             | Mazer in Prison             | 2005                        |
| 2                           | Joli Garçon                 | Pretty Boy                  | 2006                        |
| 3                           | Le Tricheur                 | Cheater                     | 2006                        |
| 4                           | non traduit                 | A Young Man with Prospects  | 2007                        |
| 5                           | non traduit                 | The Gold Bug                | 2007                        |
| 6                           | Un cadeau pour Ender        | Ender's Stocking            | 2007                        |
| 7                           | non traduit                 | Ender's Homecoming          | 2008                        |
| 8                           | non traduit                 | Ender in Flight             | 2008                        |

### Bande dessinée
Une série de comic books sur l’univers d’Ender est en cours de publication [Quand ?] par Marvel. Elle inclut des adaptations de La Stratégie Ender et La Stratégie de l’ombre. La Stratégie Ender : École de guerre (Ender's Game: Battle School) et La Stratégie Ender : École de commandement (Ender's Game: Command School) ont été publiés par les éditions Panini dans la collection 100% Marvel.

## Gouvernements de l’univers
Il y a deux principaux gouvernements qui interviennent dans le cycle d’Ender, l’Hégémonie mondiale et le Congrès Stellaire.

### L’Hégémonie
Après les événements de la Première Invasion, le monde est unifié sous l’égide d’une alliance unique, l’Hégémonie, afin d’organiser la lutte contre les Doryphores. Ce gouvernement consiste en un triumvirat : l’Hégémon, le Stratège et le Polémarque, ayant respectivement la charge de la gouvernance, de la Flotte Internationale et de la défense du système solaire. Toutefois, le pouvoir de l’Hégémonie n’est valable et accepté que durant la guerre contre les Doryphores ; dès la fin de la Troisième Invasion, les différentes puissances mondiales reprennent leurs luttes pour l’influence et le pouvoir. Durant les cinq jours suivants la victoire d’Ender sur les Doryphores, la Guerre de la Ligue fait rage entre les partisans des différentes factions au sein de la F.I. Le conflit prend fin grâce à la Proposition de Locke, rédigée par Peter Wiggin.
L’Hégémonie restera en place à la suite de ces événements, respectée mais avec un pouvoir fortement diminué.

### Congrès Stellaire
Le Congrès Stellaire est formé quelque temps après la colonisation des Cent Mondes, quelque part entre Ender : L'Exil et La Voix des Morts. Il est constitué d’un gouvernement interstellaire de tradition et d’origine américaine, un concile de présidents qui votent les résolutions des problèmes au sein des colonies. Son emprise est principalement assurée par son contrôle sur l’ansible. Plusieurs groupes (religieux, nationaux, ethniques, etc.) sont autorisés à développer et administrer des colonies en accord avec leurs principes et dans le respect des lois dictées par le Congrès.